# Berndt Friberg (TV-man)
Berndt Oskar Friberg, född 14 mars 1929 i Engelbrekts församling i Stockholm, död 31 januari 2004 i Lidingö församling i Stockholms län, var en svensk TV-man, känd från frågesportprogrammet Vi i femman, och författare.
Berndt Friberg var son till direktören Oskar Friberg och Elin Karlsson. Efter studentexamen 1948 läste han vid Stockholms högskola. Han blev 1952 reporter och producent vid Sveriges radio, där han arbetade med reportage, nyhetsprogram, barnprogram och underhållningsprogram. Friberg var sommarvärd sammanlagt 19 gånger under åren 1960, 1962, 1963, 1965–1970, 1972 och 1976. Han var programledare för Vi i femman, där Lennart Edberg var domare.
Han var författare till Fartyg på Stockholms vatten (1973) och Längs en skärgårdstrad (1979) samt frågesportböcker tillsammans med Edberg.
Berndt Friberg var från 1957 till hustruns död gift med Elisabeth Ros (1933–1992), dotter till assuransdirektören Axel Ros och Eva Beck-Friis. Han är begravd på Solna kyrkogård.